# Flags of the World
Flags of the World (ali FOTW ali tudi FotW, "Zastave Sveta") je internetna veksilološka organizacija in informacijski vir. Opasuje dva projekta: svetovo največjo zastavoslovno spletno stran, ki vsebuje izčrpne informacije o vseh vrstah zastav, in z njo povezan dopisni seznam. Dopisni seznam je začel delovati v letu 1994; spletna stran je bila ustanovljena leta 1996. FotW se je pridružil FIAV, Mednarodni federaciji združenj zastavoslovja, leta 2001. 
Spletni strani in dopisni seznam delujejo v angleškem jeziku, čeprav so člani iz celega sveta; informacija v številnih jezikih je prevedena in dodana. Dopisni seznam ima opazno manjšino govorilcev portugalščine, francoščine, nizozemščine, in ruščine.

## Spletna stran
Spletne strani FOTW vsebujejo več kot 41.000 strani o zastavah in več kot 78.000 slik zastav ter vključujejo tudi obsežen in ilustriran slovar zastavoslovja. 
Spletna stran se posodablja enkrat na teden s svežim materialom; nekatera ogledala so posodobljena mesečno. Zaradi velike količine materiala urejanje pogosto zaostaja, zaradi česa deli spletišča vsebujejo zastarele podatke. Obstaja tudi nekaj ogledal, ki niso bila posodobljena, tako da so arhivska.

## FOTW Dopisni seznam
Vir za gradiva na spletni strani so FOTW prispevki k poštnemu seznamu FOTW, ki ima trenutno (2009) nekaj več kot 1000 članov, od katerih je približno 100 aktivnih uporabnikov. Redakcija 21 neplačanih prostovoljcev  upravlja in ureja spletne strani ter vzdržuje seznam.

## Zastava
Zastava organizacije je asimetrična navpično predeljena belo in modro, s krogom petih zvezd drugačnih barv ki obkrožajo obrnjeno črno zvezdo. Ustvaril jo je Mark Sensen. Izbrana je bila izmed 10 kandidatov v anketi članov poštnega seznama FOTW in sprejeta 8. marca 1996.